# Tmux
tmux es un multiplexor de terminal para sistemas tipo unix, similar a GNU Screen o Byobu que permite dividir una consola en múltiples secciones o generar sesiones independientes en la misma terminal.

## Características
Permite crear varias terminales dentro de una misma pantalla, las que incluso puedes desacoplarse y volver a acoplar en una sesión distinta.